# Урмекеево
Урмекеево (баш. Үрмәкәй) — село в Туймазинском районе Республики Башкортостан Российской Федерации. Входит в состав Сайрановского сельсовета.

## География

### Географическое положение
Расстояние до:
- районного центра (Туймазы): 44 км,
- центра сельсовета (Сайраново): 8 км,
- ближайшей ж/д станции (Кандры): 14 км.

## История
В «Списке населенных мест по сведениям 1870 года», изданном в 1877 году, населённый пункт упомянут как деревня Урмекеева 2-го стана Белебеевского уезда Уфимской губернии. Располагалась при речке Нугуше, на почтовом тракте из Белебея в Уфу, в 48 верстах от уездного города Белебея и в 40 верстах от становой квартиры в селе Верхне-Троицкий Завод. В деревне, в 75 дворах жили 414 человек (212 мужчин и 202 женщины, башкиры, татары), были мечеть, училище, 2 водяные мельницы.

## Население
| 2002 | 2009 | 2010 |
| ---- | ---- | ---- |
| 290  | ↗322 | ↘315 |

Национальный состав
Согласно переписи 2002 года, преобладающая национальность — башкиры (77 %).